# Android 11
 (mars 2020).
Si vous disposez d'ouvrages ou d'articles de référence ou si vous connaissez des sites web de qualité traitant du thème abordé ici, merci de compléter l'article en donnant les références utiles à sa vérifiabilité et en les liant à la section « Notes et références ».
Android 11 est la 11e version majeure et la 18e version d'Android.
La première version pour développeur d'Android 11 a été publiée le 19 février 2020, en tant qu'image d'usine pour les smartphones Google Pixel pris en charge (à l'exclusion des premières versions des Pixel et des Pixel XL). Trois autres versions de ce type ont suivi en mars, avril et mai. Les versions bêta ont été publiées en juin, juillet, et août. La version finale est disponible depuis le 8 septembre 2020.

## Fonctionnalités

Premier logo d'Android 11.

Les nouvelles fonctionnalités de la plate-forme incluses dans Android 11 DP1 incluent des améliorations pour la prise en charge des smartphones pliables, de la 5G, du « Project Mainline » (mise à jour des composants du système via Google Play Store) et High Efficiency Image File Format (HEIF). La prise en charge de l'authentification des appels Stir/Shaken sera également incluse. Google a également annoncé son intention de créer une « section dédiée aux conversations dans l'ombre des notifications », la possibilité d'accorder uniquement certaines autorisations aux applications au cas par cas (de manière similaire à iOS 13) et d'introduire une application plus stricte du système de scoped storage (« stockage à portée », un système de permissions d'accès aux fichiers conçu pour assurer le consentement de l'usager tout en évitant que les apps demandent à avoir accès à l'ensemble du stockage interne du téléphone). Une nouvelle API dédiée au machine learning a été mise en place.  L'intégration de framework comme TensorFlow permettra d’améliorer l'apprentissage neuronal au sein des applications.